# Nicolas Antoine Boulanger
Nicolas Antoine Boulanger (* 11. November 1722 in Paris; † 16. September 1759 ebenda) war ein französischer Ingenieur, Wissenschaftler, Linguist, philosophischer Historiker und Enzyklopädist.

## Leben und Wirken
Er wurde als Sohn eines Papierhändlers geboren, studierte zunächst Mathematik und später alte Sprachen.
Boulangers sämtliche wichtigen Werke wurden nach seinem Tode veröffentlicht, sodass er nur posthum Bekanntheit erlangte. Zur Veröffentlichung seiner Werke verhalf vor allem Claude Adrien Helvétius unter Beteiligung von Paul Henri Thiry d’Holbach und Denis Diderot.
Zu Boulangers bekannten Werken gehören Recherches sur l’origine du despotisme oriental (1761) sowie L’Antiquité dévoilée par ses usages (1766). In diesen Werken entwickelte er die Theorie, dass die Ursprünge der Religion und der Despotie in der Reaktion früher Gesellschaften auf Naturkatastrophen zu suchen sind. Als Beispiel nennt er die weltumspannenden Flutkatastrophen, die sich in der Mythologie mehrerer Kulturen finden lassen.
Aufgrund seiner These eines traumatischen Ursprungs von organisierter Religion und politischem Autoritarismus zählte Boulanger zu den Autoren, die unter den französischen Philosophen am häufigsten diskutiert wurden.
Der französische Philosoph d’Holbach veröffentlichte zwei Jahre nach dem Tod von Nicolas Antoine Boulanger seine religionskritische Arbeit Christianisme dévoilé 1761 unter dem Pseudonym „Boulanger“. Er sorgte aber auch für die Veröffentlichung einiger seiner Schriften.
Sein nie veröffentlichtes, aber in einigen wenigen Abschriften zirkulierendes Werk Les Anecdotes de la Nature von rund 600 Seiten spielt in der Geschichte der Geologie eine Rolle und beeinflusste Georges-Louis Leclerc de Buffon, Denis Diderot und Nicolas Desmarest.
Er war Mitarbeiter der Encyclopédie ou Dictionnaire raisonné des sciences, des arts et des métiers mit juristischen Artikeln.
Der Asteroid (7346) Boulanger ist nach ihm benannt.

## Werke (Auswahl)
- Nouvelle mappemonde dediée au progrès de nos connaissances, gestochen durch Pierre-Philippe Choffard, 1760 (PDF)
- Recherches sur l'origine du despotisme oriental, 1761. Réédition : Paris, Hachette, 1972 (PDF)
- L'Antiquité dévoilée par ses usages, ou Examen critique des principales opinions, cérémonies et institutions religieuses et politiques des différents peuples de la terre, 1766. Réédition : Paris, Hachette, 1972 (PDF)
- Le Christianisme dévoilé, ou Examen des principes et des effets de la religion chrétienne, 1766 (PDF)

- Gouvernement, 1776 (PDF)

- Essai philosophique sur le gouvernement, où l'on prouve l'influence de la religion sur la politique, 1788.
- Dissertation sur saint Pierre in Examen critique de la vie et des ouvrages de saint Paul, übersetzt aus dem englischen durch d'Holbach, 1790. Réédition : Paris, Hachette, 1972 (PDF)
- Œuvres mêlées, contenant différents articles extraits de l'Encyclopédie, savoir : Corvées, Déluges, Guêtres, Langue hébraïque, 1791
- Œuvres de Boulanger, 10 vol., 1791
- Œuvres de Boulanger, 6 vol., 1794. Réédition : Genève Slatkine reprints, 1971

Éditions modernes
- Dissertation sur Élie et Enoch, édition critique établie et annotée par Paul Sadrin, Besançon, Université de Besançon, 1991
- Anecdotes physiques de l'histoire de la nature, avec La nouvelle mappemonde, et le Mémoire sur une nouvelle mappemonde, édition critique, textes établis et commentés par Pierre Boutin, Paris, H. Champion, 2006
- Œuvres complètes. Vol 1, Paris, H. Champion, 2011